# Anthermus fumipennis
Anthermus fumipennis är en insektsart som först beskrevs av Willy Adolf Theodor Ramme 1929.  Anthermus fumipennis ingår i släktet Anthermus och familjen gräshoppor. Inga underarter finns listade i Catalogue of Life.